# Stanisław Olszewski (cichociemny)
Stanisław Olszewski vel Stanisław Komar vel Stanisław Kossak ps.: Bar, Gama (ur. 28 marca 1912 w Kamienicy Polskiej, zm. 1 marca 1994 w Częstochowie) – polski nauczyciel, oficer Wojska Polskiego II RP, Polskich Sił Zbrojnych i Armii Krajowej, podpułkownik piechoty, cichociemny; współzałożyciel Związku Polskich Spadochroniarzy VII Oddział Katowice.

## Życiorys
Przed II wojną światową był nauczycielem szkół powszechnych i naczelnikiem Straży Pożarnej w Szczuczynie. W latach 1935–1937 uczył się w Szkole Podchorążych Rezerwy Piechoty.
We wrześniu 1939 roku służył w kompanii przeciwlotniczej 34 pułku piechoty. Następnie walczył w Obszarze Warownym „Wilno”. 6 listopada 1939 roku przekroczył granicę polsko-litewską. Został internowaniy na Litwie. W styczniu 1940 roku dostał się (przez Rygę i Szwecję) do Francji, gdzie został skierowany do Samodzielnej Brygady Strzelców Podhalańskich. Służył w nim jako dowódca plutonu 1 kompanii cekaemów 1 batalionu strzelców podhalańskich 1 Półbrygady. Walczył w bitwie o Narwik, za co dostał Krzyż Walecznych. Po powrocie do Francji w sierpniu 1940 roku trafił do obozu pracy w nieokupowanej Francji (do lutego 1941 roku). 9 czerwca 1941 roku przekroczył granicę hiszpańską, po czym przez Portugalię w październiku 1941 roku dotarł do Wielkiej Brytanii, gdzie został przydzielony do 7 Brygady Kadrowej Strzelców, a następnie do 1 Samodzielnej Brygady Spadochronowej.
Po przeszkoleniu w dywersji został zaprzysiężony 24 sierpnia 1942 roku w Oddziale VI Sztabu Naczelnego Wodza. Zrzutu dokonano w nocy z 16 na 17 lutego 1943 roku w ramach operacji „Rasp”. Dostał przydział do Kedywu Okręgu Lwów AK na stanowisko dowódcy Ośrodka Dywersyjnego „Północ” we Lwowie. Brał udział w wielu akcjach, m.in.:
- udział w akcji odbicia więźnia Jana Bojczuka „Wiga” z NOW ze szpitala przy ul. Janowskiej we Lwowie (4 lipca 1943 roku),
- sabotaże kolejowe i cięcia torów na liniach Lwów–Tarnopol i Lwów-Łuck,
- akcje przeciw UPA w okolicach Lwowa,
- akcje likwidacyjne, m.in. likwidacja agentki Gestapo Rastawickiej 6 sierpnia 1943 roku,
- nieudana akcja odbicia z więzienia w Rawie Ruskiej aresztowanego dowódcy oddziału leśnego Kedywu pchor. Lewandowskiego „Sylwestra”,
- zdobycie broni maszynowej z magazynu przy ul. Żółkiewskiej w czerwcu 1944 roku.

W dniach 23–27 lipca 1944 roku brał udział w akcji „Burza” we Lwowie, w Zgromadzeniu na Politechnice, w odwodzie dowódcy 5 Dywizji Piechoty AK „Dzieci Lwowskich”. Był dowódcą plutonu 1 kompanii 5 batalionu saperów. Kompania ta została sformowana z żołnierzy Kedywu.
Został skazany na 15 lat katorgi przez Wojenny Trybunał Lwowskiego Okręgu Wojskowego. Do 1956 roku przebywał w łagrach za kołem polarnym (Workuta, Norylsk i inne). Był więziony m.in. w więzieniach na Butyrkach w Moskwie, w Potmie, na Służewcu w Warszawie. Od 1957 roku pracował jako chałupnik przy wykańczaniu tkanin w Spółdzielni Pracy „Twórczość” w Częstochowie, następnie w Spółdzielni „Tkaczy i Dziewiarzy”. W latach 1974–1988 pracował jako nakładca w Terenowych Zakładach Przemysłu Włókienniczego w Poraju. W 1988 roku przeszedł na emeryturę.
W 1990 roku współzałożyciel i członek Komisji Rewizyjnej Związku Polskich Spadochroniarzy VII Oddział Katowice oraz członek Zarządu Głównego Związku Polskich Spadochroniarzy.
Został pochowany na cmentarzu Kule w Częstochowie.

## Awanse
- podporucznik – ze starszeństwem z dniem 1 stycznia 1937 roku
- porucznik – 16 lutego 1943 roku
- kapitan – ze starszeństwem z dniem 3 maja 1944 roku
- major –
- podpułkownik –

## Ordery, odznaczenia i odznaki
- Krzyż Srebrny Orderu Virtuti Militari nr 13336[3]
- Krzyż Walecznych
- Krzyż Partyzancki[4]
- Zwykły Znak Spadochronowy 1042

## Życie rodzinne
Był synem Antoniego, tkacza, i Marianny z domu Sitek. W 1958 roku ożenił się z Iną Maślijewicz (1926–1992). Nie mieli dzieci.